# Eliminatórias da Copa do Mundo FIFA de 2022 – CONMEBOL
A zona sul-americana das eliminatórias para a Copa do Mundo FIFA de 2022 foi disputada pelas dez seleções afiliadas a Confederação Sul-Americana de Futebol (CONMEBOL) competindo por quatro vagas diretas e mais uma na repescagem.

## Formato
O sistema de disputa de todos contra todos, similar às eliminatórias anteriores, incluindo a última ao mundial da Rússia 2018, em jogos de ida e volta completando 18 datas foi aprovado pelo conselho da confederação em 24 de janeiro de 2019 após reunião celebrada na cidade do Rio de Janeiro, no Brasil. Em contrapartida, um novo modelo de sorteio definiu os emparelhamentos em todas as datas de disputa, procedimento que se realizou em conjunto com a FIFA.

## Participantes

País classificado para a Copa do Mundo
País disputa as eliminatórias
País eliminado da Copa do Mundo
País não é membro da CONMEBOL

Todas as dez equipes afiliadas à CONMEBOL competiram nas eliminatórias:
- Argentina
- Bolívia
- Brasil
- Chile
- Colômbia
- Equador
- Paraguai
- Peru
- Uruguai
- Venezuela

## Transmissão televisiva

### Brasil
Até a quarta rodada das eliminatórias, as partidas com mando de campo de Brasil e Argentina como mandantes foram transmitidas pelo Grupo Globo, e os jogos das outras seleções como mandantes foram transmitidos pelo EI Plus (atual Estádio TNT Sports). O jogo entre as seleções de Peru e Brasil pela segunda rodada também foi transmitido pela TV Brasil e pelo site da CBF. Na quarta rodada, as partidas do EI Plus também tiveram transmissão em pay-per-view pelo BandSports. A partir da quinta rodada, o Grupo Globo adquiriu os direitos de transmissão para todos os jogos da competição.

## Calendário
As partidas classificatórias foram disputadas em datas que se enquadram no calendário internacional de partidas da FIFA.  Haverá um total de 18 rodadas: quatro em 2020, dez em 2021 e quatro em 2022. O sorteio foi realizado em 17 de dezembro de 2019, em Luque, no Paraguai.
Por conta da pandemia de COVID-19, as eliminatórias sul-americanas que deveriam se iniciar em março de 2020 só começaram em outubro do mesmo ano, com término em março de 2022. As novas datas foram aprovadas pela FIFA em 18 de agosto de 2020.
Em 6 de março de 2021, a FIFA anunciou que os jogos da quinta e sexta rodadas (entre 25 e 30 de março) foram adiados por conta de restrições de viagens ocasionadas pela pandemia de COVID-19.
| Rodada   | Datas FIFA        |
| -------- | ----------------- |
| Rodada 1 | 8–13 de outubro   |
| Rodada 2 | 8–13 de outubro   |
| Rodada 3 | 12–17 de novembro |
| Rodada 4 | 12–17 de novembro |

| Rodada    | Datas FIFA        |
| --------- | ----------------- |
| Rodada 7  | 3–8 de junho      |
| Rodada 8  | 3–8 de junho      |
| Rodada 9  | 2–9 de setembro   |
| Rodada 6  | 2–9 de setembro   |
| Rodada 10 | 2–9 de setembro   |
| Rodada 11 | 7–14 de outubro   |
| Rodada 5  | 7–14 de outubro   |
| Rodada 12 | 7–14 de outubro   |
| Rodada 13 | 11–16 de novembro |
| Rodada 14 | 11–16 de novembro |

| Rodada    | Datas FIFA                   |
| --------- | ---------------------------- |
| Rodada 15 | 27 de janeiro–1 de fevereiro |
| Rodada 16 | 27 de janeiro–1 de fevereiro |
| Rodada 17 | 24–29 de março               |
| Rodada 18 | 24–29 de março               |

## Classificação
|  | Seleções qualificadas para a Copa do Mundo de 2022 |
|  | Seleção qualificada para a repescagem              |
|  | Seleções eliminadas                                |

| Pos | Equipe    | Pts | J  | V  | E | D  | GP | GC | SG  | Classificado                |  | BRA | ARG  | URU | ECU | PER | COL | CHI | PAR | BOL | VEN |
| --- | --------- | --- | -- | -- | - | -- | -- | -- | --- | --------------------------- |  | --- | ---- | --- | --- | --- | --- | --- | --- | --- | --- |
| 1   | Brasil    | 45  | 17 | 14 | 3 | 0  | 40 | 5  | +35 | Copa do Mundo de 2022       |  | —   | CANC | 4–1 | 2–0 | 2–0 | 1–0 | 4–0 | 4–0 | 5–0 | 1–0 |
| 2   | Argentina | 39  | 17 | 11 | 6 | 0  | 27 | 8  | +19 | Copa do Mundo de 2022       |  | 0–0 | —    | 3–0 | 1–0 | 1–0 | 1–0 | 1–1 | 1–1 | 3–0 | 3–0 |
| 3   | Uruguai   | 28  | 18 | 8  | 4 | 6  | 22 | 22 | 0   | Copa do Mundo de 2022       |  | 0–2 | 0–1  | —   | 1–0 | 1–0 | 0–0 | 2–1 | 0–0 | 4–2 | 4–1 |
| 4   | Equador   | 26  | 18 | 7  | 5 | 6  | 27 | 19 | +8  | Copa do Mundo de 2022       |  | 1–1 | 1–1  | 4–2 | —   | 1–2 | 6–1 | 0–0 | 2–0 | 3–0 | 1–0 |
| 5   | Peru      | 24  | 18 | 7  | 3 | 8  | 19 | 22 | −3  | Repescagem intercontinental |  | 2–4 | 0–2  | 1–1 | 1–1 | —   | 0–3 | 2–0 | 2–0 | 3–0 | 1–0 |
| 6   | Colômbia  | 23  | 18 | 5  | 8 | 5  | 20 | 19 | +1  | Eliminados                  |  | 0–0 | 2–2  | 0–3 | 0–0 | 0–1 | —   | 3–1 | 0–0 | 3–0 | 3–0 |
| 7   | Chile     | 19  | 18 | 5  | 4 | 9  | 19 | 26 | −7  | Eliminados                  |  | 0–1 | 1–2  | 0–2 | 0–2 | 2–0 | 2–2 | —   | 2–0 | 1–1 | 3–0 |
| 8   | Paraguai  | 16  | 18 | 3  | 7 | 8  | 12 | 26 | −14 | Eliminados                  |  | 0–2 | 0–0  | 0–1 | 3–1 | 2–2 | 1–1 | 0–1 | —   | 2–2 | 2–1 |
| 9   | Bolívia   | 15  | 18 | 4  | 3 | 11 | 23 | 42 | −19 | Eliminados                  |  | 0–4 | 1–2  | 3–0 | 2–3 | 1–0 | 1–1 | 2–3 | 4–0 | —   | 3–1 |
| 10  | Venezuela | 10  | 18 | 3  | 1 | 14 | 14 | 34 | −20 | Eliminados                  |  | 1–3 | 1–3  | 0–0 | 2–1 | 1–2 | 0–1 | 2–1 | 0–1 | 4–1 | —   |

## Resultados

### Primeira rodada
| 8 de outubro de 2020 | Paraguai           | 2 – 2         | Peru              | Estádio Defensores del Chaco, Assunção |
| 19:30 (UTC−3)        | Á. Romero 66', 81' | FIFA CONMEBOL | Carrillo 52', 85' | Público: 0 Árbitro: ARG Néstor Pitana  |

| 8 de outubro de 2020 | Uruguai                           | 2 – 1         | Chile       | Estádio Centenario, Montevidéu      |
| 19:45 (UTC−3)        | L. Suárez 39' (pen) · Gómez 90+3' | FIFA CONMEBOL | Sánchez 54' | Público: 0 Árbitro: PAR Éber Aquino |

| 8 de outubro de 2020 | Argentina       | 1 – 0         | Equador | Estádio La Bombonera, Buenos Aires    |
| 21:30 (UTC−3)        | Messi 13' (pen) | FIFA CONMEBOL |         | Público: 0 Árbitro: CHI Roberto Tobar |

| 9 de outubro de 2020 | Colômbia                       | 3 – 0         | Venezuela | Estádio Metropolitano, Barranquilla        |
| 18:30 (UTC−5)        | Zapata 16' · Muriel 26', 45+3' | FIFA CONMEBOL |           | Público: 0 Árbitro: ECU Guillermo Guerrero |

| 9 de outubro de 2020 | Brasil                                                                 | 5 – 0         | Bolívia | Neo Química Arena, São Paulo            |
| 21:30 (UTC−3)        | Marquinhos 16' · Firmino 30', 49' · Carrasco 66' (g.c.) · Coutinho 73' | FIFA CONMEBOL |         | Público: 0 Árbitro: URU Leodán González |

### Segunda rodada
| 13 de outubro de 2020 | Bolívia    | 1 – 2         | Argentina                     | Estádio Hernando Siles, La Paz     |
| 16:00 (UTC−4)         | Moreno 24' | FIFA CONMEBOL | La. Martínez 45' · Correa 79' | Público: 0 Árbitro: PER Diego Haro |

| 13 de outubro de 2020 | Equador                                         | 4 – 2         | Uruguai                          | Estádio Casa Blanca, Quito            |
| 16:00 (UTC−5)         | M. Caicedo 14' · Estrada 45+3', 52' · Plata 75' | FIFA CONMEBOL | L. Suárez 83' (pen), 90+5' (pen) | Público: 0 Árbitro: COL Wilmar Roldán |

| 13 de outubro de 2020 | Venezuela | 0 – 1         | Paraguai    | Estádio Metropolitano, Mérida        |
| 18:00 (UTC−4)         |           | FIFA CONMEBOL | Giménez 85' | Público: 0 Árbitro: COL Andrés Rojas |

| 13 de outubro de 2020 | Peru                    | 2 – 4         | Brasil                                               | Estádio Nacional, Lima                 |
| 19:00 (UTC−5)         | Carrillo 5' · Tapia 59' | FIFA CONMEBOL | Neymar 28' (pen), 83' (pen), 90+4' · Richarlison 64' | Público: 0 Árbitro: CHI Julio Bascuñán |

| 13 de outubro de 2020 | Chile                         | 2 – 2         | Colômbia                | Estádio Nacional, Santiago            |
| 21:30 (UTC−3)         | Vidal 37' (pen) · Sánchez 41' | FIFA CONMEBOL | Lerma 6' · Falcao 90+1' | Público: 0 Árbitro: ARG Darío Herrera |

### Terceira rodada
| 12 de novembro de 2020 | Bolívia               | 2 – 3         | Equador                                      | Estádio Hernando Siles, La Paz         |
| 16:00 (UTC−4)          | Arce 37' · Moreno 60' | FIFA CONMEBOL | B. Caicedo 46' · Mena 55' · Gruezo 88' (pen) | Público: 0 Árbitro: BRA Wilton Sampaio |

| 12 de novembro de 2020 | Argentina    | 1 – 1         | Paraguai            | Estádio La Bombonera, Buenos Aires    |
| 21:00 (UTC−3)          | González 41' | FIFA CONMEBOL | Á. Romero 21' (pen) | Público: 0 Árbitro: BRA Raphael Claus |

| 13 de novembro de 2020 | Colômbia | 0 – 3         | Uruguai                                     | Estádio Metropolitano, Barranquilla        |
| 15:30 (UTC−5)          |          | FIFA CONMEBOL | Cavani 5' · L. Suárez 54' (pen) · Núñez 73' | Público: 0 Árbitro: ARG Fernando Rapallini |

| 13 de novembro de 2020 | Chile          | 2 – 0         | Peru | Estádio Nacional, Santiago               |
| 20:00 (UTC−3)          | Vidal 19', 34' | FIFA CONMEBOL |      | Público: 0 Árbitro: URU Esteban Ostojich |

| 13 de novembro de 2020 | Brasil      | 1 – 0         | Venezuela | Estádio do Morumbi, São Paulo        |
| 21:30 (UTC−3)          | Firmino 66' | FIFA CONMEBOL |           | Público: 0 Árbitro: PAR Juan Benítez |

### Quarta rodada
| 17 de novembro de 2020 | Equador                                                                         | 6 – 1         | Colômbia              | Estádio Casa Blanca, Quito               |
| 16:00 (UTC−5)          | Arboleda 7' · Mena 9' · Estrada 32' · Arreaga 39' · Plata 78' · Estupiñán 90+1' | FIFA CONMEBOL | Rodríguez 45+1' (pen) | Público: 0 Árbitro: VEN Jesús Valenzuela |

| 17 de novembro de 2020 | Venezuela            | 2 – 1         | Chile     | Estádio Olímpico da UCV, Caracas         |
| 17:00 (UTC−4)          | Mago 9' · Rondón 81' | FIFA CONMEBOL | Vidal 15' | Público: 0 Árbitro: ARG Patricio Loustau |

| 17 de novembro de 2020 | Uruguai | 0 – 2         | Brasil                       | Estádio Centenario, Montevidéu        |
| 20:00 (UTC−3)          |         | FIFA CONMEBOL | Arthur 33' · Richarlison 45' | Público: 0 Árbitro: CHI Roberto Tobar |

| 17 de novembro de 2020 | Paraguai                       | 2 – 2         | Bolívia                   | Estádio Defensores del Chaco, Assunção |
| 20:00 (UTC−3)          | Á. Romero 19' (pen) · Kaku 72' | FIFA CONMEBOL | Moreno 41' · Céspedes 45' | Público: 0 Árbitro: VEN Alexis Herrera |

| 17 de novembro de 2020 | Peru | 0 – 2         | Argentina                       | Estádio Nacional, Lima                |
| 19:30 (UTC−5)          |      | FIFA CONMEBOL | González 17' · La. Martínez 28' | Público: 0 Árbitro: COL Wilmar Roldán |

### Sétima rodada
| 3 de junho de 2021 | Bolívia                           | 3 – 1         | Venezuela      | Estádio Hernando Siles, La Paz      |
| 16:00 (UTC−4)      | Moreno 5', 83' · Di. Bejarano 60' | FIFA CONMEBOL | Chancellor 26' | Público: 0 Árbitro: COL Jhon Ospina |

| 3 de junho de 2021 | Uruguai | 0 – 0         | Paraguai | Estádio Centenario, Montevidéu        |
| 19:00 (UTC−3)      |         | FIFA CONMEBOL |          | Público: 0 Árbitro: COL Wilmar Roldán |

| 3 de junho de 2021 | Argentina       | 1 – 1         | Chile       | Estádio Único, Santiago del Estero       |
| 21:00 (UTC−3)      | Messi 23' (pen) | FIFA CONMEBOL | Sánchez 36' | Público: 0 Árbitro: VEN Jesús Valenzuela |

| 3 de junho de 2021 | Peru | 0 – 3         | Colômbia                        | Estádio Nacional, Lima                 |
| 21:00 (UTC−5)      |      | FIFA CONMEBOL | Mina 40' · Uribe 49' · Díaz 55' | Público: 0 Árbitro: BRA Wilton Sampaio |

| 4 de junho de 2021 | Brasil                               | 2 – 0         | Equador | Estádio Beira-Rio, Porto Alegre        |
| 21:30 (UTC−3)      | Richarlison 65' · Neymar 90+4' (pen) | FIFA CONMEBOL |         | Público: 0 Árbitro: VEN Alexis Herrera |

### Oitava rodada
| 8 de junho de 2021 | Equador     | 1 – 2         | Peru                      | Estádio Casa Blanca, Quito               |
| 16:00 (UTC−5)      | Plata 90+3' | FIFA CONMEBOL | Cueva 63' · Advíncula 89' | Público: 0 Árbitro: URU Esteban Ostojich |

| 8 de junho de 2021 | Venezuela | 0 – 0         | Uruguai | Estádio Olímpico da UCV, Caracas         |
| 18:30 (UTC−4)      |           | FIFA CONMEBOL |         | Público: 0 Árbitro: BRA Anderson Daronco |

| 8 de junho de 2021 | Colômbia                       | 2 – 2         | Argentina              | Estádio Metropolitano, Barranquilla        |
| 18:00 (UTC−5)      | Muriel 51' (pen) · Borja 90+4' | FIFA CONMEBOL | Romero 3' · Paredes 8' | Público: 10 000 Árbitro: CHI Roberto Tobar |

| 8 de junho de 2021 | Paraguai | 0 – 2         | Brasil                    | Estádio Defensores del Chaco, Assunção   |
| 20:30 (UTC−4)      |          | FIFA CONMEBOL | Neymar 4' · Paquetá 90+3' | Público: 0 Árbitro: ARG Patricio Loustau |

| 8 de junho de 2021 | Chile      | 1 – 1         | Bolívia          | Estádio San Carlos de Apoquindo, Santiago |
| 21:30 (UTC−4)      | Pulgar 69' | FIFA CONMEBOL | Moreno 81' (pen) | Público: 0 Árbitro: PAR Éber Aquino       |

### Nona rodada
| 2 de setembro de 2021 | Bolívia     | 1 – 1         | Colômbia     | Estádio Hernando Siles, La Paz              |
| 16:00 (UTC−4)         | Saucedo 83' | FIFA CONMEBOL | Martínez 69' | Público: 15 000 Árbitro: VEN Alexis Herrera |

| 2 de setembro de 2021 | Equador                    | 2 – 0         | Paraguai | Estádio Casa Blanca, Quito                  |
| 16:00 (UTC−5)         | Torres 88' · Estrada 90+5' | FIFA CONMEBOL |          | Público: 12 000 Árbitro: URU Andrés Matonte |

| 2 de setembro de 2021 | Venezuela           | 1 – 3         | Argentina                                          | Estádio Olímpico da UCV, Caracas            |
| 20:00 (UTC−4)         | Soteldo 90+4' (pen) | FIFA CONMEBOL | La. Martínez 45+2' · J. Correa 71' · Á. Correa 74' | Público: 6 000 Árbitro: URU Leodán González |

| 2 de setembro de 2021 | Peru      | 1 – 1         | Uruguai           | Estádio Nacional, Lima                    |
| 20:00 (UTC−5)         | Tapia 24' | FIFA CONMEBOL | De Arrascaeta 29' | Público: 8 000 Árbitro: ARG Néstor Pitana |

| 2 de setembro de 2021 | Chile | 0 – 1         | Brasil              | Estádio Monumental, Santiago            |
| 21:00 (UTC−4)         |       | FIFA CONMEBOL | Éverton Ribeiro 64' | Público: 11 000 Árbitro: PER Diego Haro |

### Sexta rodada
A rodada foi atrasada com relação ao cronograma original.
| 5 de setembro de 2021 | Brasil | Cancelado     | Argentina | Neo Química Arena, São Paulo  |
| 16:00 (UTC−3)         |        | FIFA CONMEBOL |           | Árbitro: VEN Jesús Valenzuela |

| 5 de setembro de 2021 | Equador | 0 – 0         | Chile | Estádio Casa Blanca, Quito                 |
| 16:00 (UTC−5)         |         | FIFA CONMEBOL |       | Público: 12 000 Árbitro: ARG Facundo Tello |

| 5 de setembro de 2021 | Uruguai                                                            | 4 – 2         | Bolívia               | Estádio Campeón del Siglo, Montevidéu    |
| 19:00 (UTC−3)         | De Arrascaeta 15', 67' (pen) · Valverde 31' · Álvarez Martínez 47' | FIFA CONMEBOL | Moreno 59', 84' (pen) | Público: 15 000 Árbitro: PAR Éber Aquino |

| 5 de setembro de 2021 | Paraguai     | 1 – 1         | Colômbia           | Estádio Defensores del Chaco, Assunção    |
| 18:00 (UTC−4)         | Sanabria 40' | FIFA CONMEBOL | Cuadrado 53' (pen) | Público: 7 000 Árbitro: BRA Raphael Claus |

| 5 de setembro de 2021 | Peru      | 1 – 0         | Venezuela | Estádio Nacional, Lima                  |
| 20:00 (UTC−5)         | Cueva 35' | FIFA CONMEBOL |           | Público: 8 000 Árbitro: ECU Luis Quiroz |

### Décima rodada
| 9 de setembro de 2021 | Uruguai       | 1 – 0         | Equador | Estádio Campeón del Siglo, Montevidéu         |
| 19:30 (UTC−3)         | Pereiro 90+2' | FIFA CONMEBOL |         | Público: 15 000 Árbitro: BRA Anderson Daronco |

| 9 de setembro de 2021 | Paraguai                  | 2 – 1         | Venezuela      | Estádio Defensores del Chaco, Assunção    |
| 18:30 (UTC−4)         | D. Martínez 7' · Kaku 46' | FIFA CONMEBOL | Chancellor 90' | Público: 5 000 Árbitro: CHI Roberto Tobar |

| 9 de setembro de 2021 | Colômbia                        | 3 – 1         | Chile       | Estádio Metropolitano, Barranquilla       |
| 18:00 (UTC−5)         | Borja 19' (pen), 20' · Díaz 74' | FIFA CONMEBOL | Meneses 56' | Público: 23 500 Árbitro: URU Andrés Cunha |

| 9 de setembro de 2021 | Argentina           | 3 – 0         | Bolívia | Estádio Monumental de Núñez, Buenos Aires |
| 20:30 (UTC−3)         | Messi 14', 64', 88' | FIFA CONMEBOL |         | Público: 17 000 Árbitro: PER Kevin Ortega |

| 9 de setembro de 2021 | Brasil                           | 2 – 0         | Peru | Arena Pernambuco, São Lourenço da Mata |
| 21:30 (UTC−3)         | Éverton Ribeiro 14' · Neymar 40' | FIFA CONMEBOL |      | Público: 0 Árbitro: COL Wilmar Roldán  |

### Décima primeira rodada
| 7 de outubro de 2021 | Uruguai | 0 – 0         | Colômbia | Estádio Gran Parque Central, Montevidéu       |
| 20:00 (UTC−3)        |         | FIFA CONMEBOL |          | Público: 18 000 Árbitro: VEN Jesús Valenzuela |

| 7 de outubro de 2021 | Paraguai | 0 – 0         | Argentina | Estádio Defensores del Chaco, Assunção        |
| 20:00 (UTC−3)        |          | FIFA CONMEBOL |           | Público: 17 200 Árbitro: BRA Anderson Daronco |

| 7 de outubro de 2021 | Venezuela   | 1 – 3         | Brasil                                            | Estádio Olímpico da UCV, Caracas         |
| 19:30 (UTC−4)        | Ramírez 11' | FIFA CONMEBOL | Marquinhos 71' · Gabriel 85' (pen) · Antony 90+5' | Público: 6 000 Árbitro: PER Kevin Ortega |

| 7 de outubro de 2021 | Equador                         | 3 – 0         | Bolívia | Estádio Monumental, Guaiaquil              |
| 19:30 (UTC−5)        | Estrada 14' · Valencia 17', 19' | FIFA CONMEBOL |         | Público: 23 600 Árbitro: COL Wilmar Roldán |

| 7 de outubro de 2021 | Peru                 | 2 – 0         | Chile | Estádio Nacional, Lima                         |
| 20:00 (UTC−5)        | Cueva 35' · Peña 64' | FIFA CONMEBOL |       | Público: 8 000 Árbitro: URU Christian Ferreyra |

### Quinta rodada
A rodada foi atrasada com relação ao cronograma original.
| 10 de outubro de 2021 | Bolívia     | 1 – 0         | Peru | Estádio Hernando Siles, La Paz                  |
| 16:00 (UTC−4)         | R. Vaca 82' | FIFA CONMEBOL |      | Público: 20 000 Árbitro: ECU Guillermo Guerrero |

| 10 de outubro de 2021 | Venezuela                | 2 – 1         | Equador            | Estádio Olímpico da UCV, Caracas          |
| 16:30 (UTC−4)         | Machís 45+1' · Bello 64' | FIFA CONMEBOL | Valencia 37' (pen) | Público: 10 000 Árbitro: URU Andrés Cunha |

| 10 de outubro de 2021 | Colômbia | 0 – 0         | Brasil | Estádio Metropolitano, Barranquilla           |
| 16:00 (UTC−5)         |          | FIFA CONMEBOL |        | Público: 35 000 Árbitro: ARG Patricio Loustau |

| 10 de outubro de 2021 | Argentina                                  | 3 – 0         | Uruguai | Estádio Monumental de Núñez, Buenos Aires  |
| 20:30 (UTC−3)         | Messi 38' · De Paul 44' · La. Martínez 62' | FIFA CONMEBOL |         | Público: 36 000 Árbitro: CHI Roberto Tobar |

| 10 de outubro de 2021 | Chile                   | 2 – 0         | Paraguai | Estádio San Carlos de Apoquindo, Santiago  |
| 21:00 (UTC−3)         | Brereton 68' · Isla 72' | FIFA CONMEBOL |          | Público: 10 800 Árbitro: ARG Néstor Pitana |

### Décima segunda rodada
| 14 de outubro de 2021 | Bolívia                                                     | 4 – 0         | Paraguai | Estádio Hernando Siles, La Paz              |
| 16:00 (UTC−4)         | Ramallo 21' · Villarroel 53' · Ábrego 84' · Fernández 90+4' | FIFA CONMEBOL |          | Público: 14 000 Árbitro: URU Andrés Matonte |

| 14 de outubro de 2021 | Colômbia | 0 – 0         | Equador | Estádio Metropolitano, Barranquilla     |
| 16:00 (UTC−5)         |          | FIFA CONMEBOL |         | Público: 35 000 Árbitro: PER Diego Haro |

| 14 de outubro de 2021 | Argentina        | 1 – 0         | Peru | Estádio Monumental de Núñez, Buenos Aires   |
| 20:30 (UTC−3)         | La. Martínez 43' | FIFA CONMEBOL |      | Público: 35 000 Árbitro: BRA Wilton Sampaio |

| 14 de outubro de 2021 | Chile                          | 3 – 0         | Venezuela | Estádio San Carlos de Apoquindo, Santiago  |
| 21:00 (UTC−3)         | Pulgar 18', 37' · Brereton 73' | FIFA CONMEBOL |           | Público: 10 000 Árbitro: BRA Raphael Claus |

| 14 de outubro de 2021 | Brasil                                       | 4 – 1         | Uruguai    | Arena da Amazônia, Manaus                       |
| 20:30 (UTC−4)         | Neymar 10' · Raphinha 18', 58' · Gabriel 83' | FIFA CONMEBOL | Suárez 77' | Público: 13 000 Árbitro: ARG Fernando Rapallini |

### Décima terceira rodada
| 11 de novembro de 2021 | Equador      | 1 – 0         | Venezuela | Estádio Casa Blanca, Quito                      |
| 16:00 (UTC−5)          | Hincapié 41' | FIFA CONMEBOL |           | Público: 25 000 Árbitro: URU Christian Ferreyra |

| 11 de novembro de 2021 | Paraguai | 0 – 1         | Chile            | Estádio Defensores del Chaco, Assunção        |
| 20:00 (UTC−3)          |          | FIFA CONMEBOL | Silva 56' (g.c.) | Público: 42 354 Árbitro: ARG Patricio Loustau |

| 11 de novembro de 2021 | Brasil      | 1 – 0         | Colômbia | Neo Química Arena, São Paulo               |
| 21:30 (UTC−3)          | Paquetá 72' | FIFA CONMEBOL |          | Público: 22 800 Árbitro: CHI Roberto Tobar |

| 11 de novembro de 2021 | Peru                               | 3 – 0         | Bolívia | Estádio Nacional, Lima                   |
| 21:00 (UTC−5)          | Lapadula 9' · Cueva 31' · Peña 39' | FIFA CONMEBOL |         | Público: 10 000 Árbitro: PAR Éber Aquino |

| 12 de novembro de 2021 | Uruguai | 0 – 1         | Argentina   | Estádio Campeón del Siglo, Montevidéu       |
| 20:00 (UTC−3)          |         | FIFA CONMEBOL | Di María 7' | Público: 30 000 Árbitro: VEN Alexis Herrera |

### Décima quarta rodada
| 16 de novembro de 2021 | Bolívia                    | 3 – 0         | Uruguai | Estádio Hernando Siles, La Paz             |
| 16:00 (UTC−4)          | Arce 30', 79' · Moreno 45' | FIFA CONMEBOL |         | Público: 7 000 Árbitro: BRA Wilton Sampaio |

| 16 de novembro de 2021 | Venezuela  | 1 – 2         | Peru                     | Estádio Olímpico da UCV, Caracas        |
| 17:00 (UTC−4)          | Machís 52' | FIFA CONMEBOL | Lapadula 18' · Cueva 65' | Público: 9 000 Árbitro: BRA Bruno Arleu |

| 16 de novembro de 2021 | Colômbia | 0 – 0         | Paraguai | Estádio Metropolitano, Barranquilla        |
| 18:00 (UTC−5)          |          | FIFA CONMEBOL |          | Público: 44 000 Árbitro: ARG Facundo Tello |

| 16 de novembro de 2021 | Argentina | 0 – 0         | Brasil | Estádio del Bicentenario, San Juan        |
| 20:30 (UTC−3)          |           | FIFA CONMEBOL |        | Público: 25 000 Árbitro: URU Andrés Cunha |

| 16 de novembro de 2021 | Chile | 0 – 2         | Equador                         | Estádio San Carlos de Apoquindo, Santiago       |
| 21:15 (UTC−3)          |       | FIFA CONMEBOL | Estupiñán 9' · M. Caicedo 90+3' | Público: 12 000 Árbitro: ARG Fernando Rapallini |

### Décima quinta rodada
| 27 de janeiro de 2022 | Equador    | 1 – 1         | Brasil      | Estádio Casa Blanca, Quito                 |
| 16:00 (UTC−5)         | Torres 75' | FIFA CONMEBOL | Casemiro 6' | Público: 17 992 Árbitro: COL Wilmar Roldán |

| 27 de janeiro de 2022 | Paraguai | 0 – 1         | Uruguai    | Estádio General Pablo Rojas, Assunção      |
| 20:00 (UTC−3)         |          | FIFA CONMEBOL | Suárez 50' | Público: 36 000 Árbitro: ARG Darío Herrera |

| 27 de janeiro de 2022 | Chile        | 1 – 2         | Argentina                      | Estádio Zorros del Desierto, Calama          |
| 21:15 (UTC−3)         | Brereton 20' | FIFA CONMEBOL | Di María 9' · La. Martínez 34' | Público: 8 800 Árbitro: BRA Anderson Daronco |

| 28 de janeiro de 2022 | Colômbia | 0 – 1         | Peru       | Estádio Metropolitano, Barranquilla           |
| 16:00 (UTC−5)         |          | FIFA CONMEBOL | Flores 85' | Público: 41 000 Árbitro: VEN Jesús Valenzuela |

| 28 de janeiro de 2022 | Venezuela                         | 4 – 1         | Bolívia     | Estádio La Carolina, Barinas                    |
| 18:00 (UTC−4)         | Rondón 25', 35', 67' · Machís 55' | FIFA CONMEBOL | Miranda 38' | Público: 24 000 Árbitro: ECU Guillermo Guerrero |

### Décima sexta rodada
| 1 de fevereiro de 2022 | Bolívia                  | 2 – 3         | Chile                        | Estádio Hernando Siles, La Paz              |
| 16:30 (UTC−4)          | Enoumba 37' · Moreno 88' | FIFA CONMEBOL | Sánchez 14', 85' · Núñez 77' | Público: 28 000 Árbitro: VEN Alexis Herrera |

| 1 de fevereiro de 2022 | Uruguai                                                               | 4 – 1         | Venezuela        | Estádio Centenario, Montevidéu           |
| 20:00 (UTC−3)          | Bentancur 1' · De Arrascaeta 23' · Cavani 45+1' · L. Suárez 53' (pen) | FIFA CONMEBOL | Jf. Martínez 65' | Público: 55 000 Árbitro: BRA Bruno Arleu |

| 1 de fevereiro de 2022 | Argentina        | 1 – 0         | Colômbia | Estádio Mario Alberto Kempes, Córdova      |
| 20:30 (UTC−3)          | La. Martínez 29' | FIFA CONMEBOL |          | Público: 50 000 Árbitro: BRA Raphael Claus |

| 1 de fevereiro de 2022 | Brasil                                                 | 4 – 0         | Paraguai | Estádio Mineirão, Belo Horizonte           |
| 21:30 (UTC−3)          | Raphinha 28' · Coutinho 62' · Antony 86' · Rodrygo 88' | FIFA CONMEBOL |          | Público: 32 344 Árbitro: ARG Facundo Tello |

| 1 de fevereiro de 2022 | Peru       | 1 – 1         | Equador    | Estádio Nacional, Lima                      |
| 21:00 (UTC−5)          | Flores 69' | FIFA CONMEBOL | Estrada 2' | Público: 28 000 Árbitro: BRA Wilton Sampaio |

### Décima sétima rodada
| 24 de março de 2022 | Colômbia                         | 3 – 0         | Bolívia | Estádio Metropolitano, Barranquilla |
| 18:30 (UTC−5)       | Díaz 39' · Borja 72' · Uribe 90' | FIFA CONMEBOL |         | Árbitro: ARG Facundo Tello          |

| 24 de março de 2022 | Uruguai           | 1 – 0         | Peru | Estádio Centenario, Montevidéu |
| 20:30 (UTC−3)       | De Arrascaeta 42' | FIFA CONMEBOL |      | Árbitro: BRA Anderson Daronco  |

| 24 de março de 2022 | Brasil                                                                            | 4 – 0         | Chile | Estádio do Maracanã, Rio de Janeiro |
| 20:30 (UTC−3)       | Neymar 44' (pen) · Vinícius Júnior 45+1' · Coutinho 72' (pen) · Richarlison 90+1' | FIFA CONMEBOL |       | Árbitro: ARG Darío Herrera          |

| 24 de março de 2022 | Paraguai                                          | 3 – 1         | Equador              | Estádio Antonio Aranda, Ciudad del Este |
| 20:30 (UTC−3)       | Morales 10' · Hincapié 45+6' (g.c.) · Almirón 54' | FIFA CONMEBOL | J. Caicedo 85' (pen) | Árbitro: VEN Jesús Valenzuela           |

| 25 de março de 2022 | Argentina                               | 3 – 0         | Venezuela | Estádio La Bombonera, Buenos Aires |
| 20:30 (UTC−3)       | González 34' · Di Maria 79' · Messi 82' | FIFA CONMEBOL |           | Árbitro: PER Kevin Ortega          |

### Décima oitava rodada
| 29 de março de 2022 | Peru                    | 2 – 0         | Paraguai | Estádio Nacional, Lima          |
| 18:30 (UTC−5)       | Lapadula 5' · Yotún 42' | FIFA CONMEBOL |          | Árbitro: ARG Fernando Rapallini |

| 29 de março de 2022 | Equador        | 1 – 1         | Argentina   | Estádio Monumental, Guaiaquil |
| 18:30 (UTC−5)       | Valencia 90+3' | FIFA CONMEBOL | Alvarez 24' | Árbitro: BRA Raphael Claus    |

| 29 de março de 2022 | Bolívia | 0 – 4         | Brasil                                                     | Estádio Hernando Siles, La Paz |
| 19:30 (UTC−4)       |         | FIFA CONMEBOL | Paquetá 24' · Richarlison 45', 90+1' · Bruno Guimarães 66' | Árbitro: PAR Éber Aquino       |

| 29 de março de 2022 | Venezuela | 0 – 1         | Colômbia              | Polideportivo Cachamay, Ciudad Guayana |
| 19:30 (UTC−4)       |           | FIFA CONMEBOL | Rodríguez 45+4' (pen) | Árbitro: BRA Wilton Sampaio            |

| 29 de março de 2022 | Chile | 0 – 2         | Uruguai                      | Estádio San Carlos de Apoquindo, Santiago |
| 20:30 (UTC−3)       |       | FIFA CONMEBOL | L. Suárez 79' · Valverde 90' | Árbitro: ARG Patricio Loustau             |

## Repescagem intercontinental
A repescagem intercontinental foi determinada em sorteio pela FIFA a 26 de novembro de 2021. A seleção quinto colocada da CONMEBOL enfrentou o vencedor da quarta fase da AFC. Foi disputada em jogo único e em campo neutro no dia 13 de junho de 2022.
| Equipe 1  | Resultado   | Equipe 2 |
| --------- | ----------- | -------- |
| Austrália | 0–0 (5–4 p) | Peru     |

## Artilharia
10 gols (1)
- BOL Marcelo Moreno

8 gols (2)
- BRA Neymar
- URU Luis Suárez

7 gols (2)
- ARG Lautaro Martínez
- ARG Lionel Messi

6 gols (1)
- BRA Richarlison
- ECU Michael Estrada

5 gols (3)
- CHI Alexis Sánchez
- PER Christian Cueva
- URU Giorgian De Arrascaeta

4 gols (5)
- CHI Arturo Vidal
- COL Miguel Borja
- ECU Enner Valencia
- PAR Ángel Romero
- VEN Salomón Rondón

3 gols (15)
- ARG Ángel Di María
- ARG Nicolás González
- BOL Juan Carlos Arce
- BRA Lucas Paquetá
- BRA Philippe Coutinho
- BRA Raphinha
- BRA Roberto Firmino
- CHI Ben Brereton
- CHI Erick Pulgar
- COL Luis Díaz
- COL Luis Muriel
- ECU Gonzalo Plata
- PER André Carrillo
- PER Gianluca Lapadula
- VEN Darwin Machís

2 gols (18)
- ARG Joaquín Correa
- BRA Antony
- BRA Éverton Ribeiro
- BRA Gabriel
- BRA Marquinhos
- COL James Rodríguez
- COL Mateus Uribe
- ECU Ángel Mena
- ECU Félix Torres
- ECU Moisés Caicedo
- ECU Pervis Estupiñán
- PAR Kaku
- PER Edison Flores
- PER Renato Tapia
- PER Sergio Peña
- URU Edinson Cavani
- URU Federico Valverde
- VEN Jhon Chancellor

1 gol (52)
- ARG Ángel Correa
- ARG Cristian Romero
- ARG Julián Álvarez
- ARG Leandro Paredes
- ARG Rodrigo de Paul
- BOL Boris Céspedes
- BOL Bruno Miranda
- BOL Diego Bejarano
- BOL Fernando Saucedo
- BOL Marc Enoumba
- BOL Moisés Villarroel
- BOL Ramiro Vaca
- BOL Roberto Fernández
- BOL Rodrigo Ramallo
- BOL Víctor Ábrego
- BRA Arthur
- BRA Bruno Guimarães
- BRA Casemiro
- BRA Rodrygo
- BRA Vinícius Júnior
- CHI Jean Meneses
- CHI Marcelino Núñez
- CHI Mauricio Isla
- COL Duván Zapata
- COL Jefferson Lerma
- COL Juan Cuadrado
- COL Radamel Falcao
- COL Roger Martínez
- COL Yerry Mina
- ECU Beder Caicedo
- ECU Carlos Gruezo
- ECU Jordy Caicedo
- ECU Piero Hincapié
- ECU Robert Arboleda
- ECU Xavier Arreaga
- PAR Antonio Sanabria
- PAR David Martínez
- PAR Gastón Giménez
- PAR Miguel Almirón
- PAR Robert Morales
- PER Luis Advíncula
- PER Yoshimar Yotún
- URU Agustín Álvarez
- URU Darwin Núñez
- URU Gastón Pereiro
- URU Maxi Gómez
- URU Rodrigo Bentancur
- VEN Eduard Bello
- VEN Eric Ramírez
- VEN Josef Martínez
- VEN Luis Mago
- VEN Yeferson Soteldo

Gols contra (3)
- BOL José María Carrasco (para o Brasil)
- ECU Piero Hincapié (para o Paraguai)
- PAR Antony Silva (para o Chile)